# Vódnaia Balka
Vódnaia Balka - Водяная Балка (rus) - és un khútor del krai de Krasnodar, a Rússia. Es troba a les terres baixes de Kuban-Priazov, just a la frontera amb l'óblast de Rostov. És a 22 km al nord de Kusxóvskaia i a 201 km al nord de Krasnodar. Pertany al poble de Razdólnoie (Krasnodar).